# Francesco Stabile
Francesco Gerardo Antonio Stabile (Miglionico, 20 agosto 1801 – Potenza, 11 agosto 1860) è stato un compositore italiano.

## Biografia
Francesco Gerardo Antonio Stabile nacque a Miglionico (MT), il 20 agosto 1801 da Don Emmanuele Stabile e da Donna Caterina De Ruggeri. Era il terzo di cinque fratelli. Dopo la scomparsa della madre egli si trasferì a Potenza nel 1809, ma sette anni dopo partì per Napoli per compiere studi di composizione. Viene ammesso al Collegio di S. Sebastiano dove studiò con Giovanni Salini per il solfeggio e con Giuseppe Elia per il clavicembalo. Passò velocemente nella classe di composizione ottenendo una borsa di studio per frequentare gratuitamente . I suoi maestri furono prima Giovanni Furno e poi Nicola Antonio Zingarelli che lo formò soprattutto per avvicinarsi alla composizione di musica sacra. 
Tra il 1824 e il 1836 approfondì i suoi studi così da raggiungere il grado di maestro, portando a compimento più di una composizione. Grazie al conseguimento del diploma gli fu commissionata dal Teatro di San Carlo l'opera in due atti su libretto di Felice Romani, Palmira. 
Nel frattempo divenne maestro di canto per i giovani nobili studenti napoletani. Non è ben chiaro ancora oggi il motivo per cui dovette abbandonare una carriera che gli avrebbe fruttato successo, è certo che dopo il 1836 dovette rientrare a Potenza per la sopravvenuta morte del padre e per poter seguire tutto ciò che concerneva il ricco patrimonio, compreso quello materno che si trovava fra Matera e Miglionico. 
Per non abbandonare del tutto la sua vera vocazione decise di accettare l'incarico di Maestro di Cappella presso la chiesa di Santa Maria del Sepolcro.  Ivi compose le sue opere migliori, in particolare Le Sette Salutazioni di Cristo , la Via Crucis, le Quindici Litanie. In queste opere traspare la sua forte ispirazione romantica che viene sostenuta dalla logica compositiva che aveva sviluppato con Zingarelli. Stabile fu molto attivo in città tant'è che fu fra i sostenitori del nascente teatro che gli verrà poi dedicato. Non solo, operò come maestro di canto presso il Real Collegio Salvator Rosa e presso la Chiesa di San Gerardo collaborando con il Capitolo cattedrale soprattutto per la festa patronale. Purtroppo non rimangono molte tracce documentarie della sua permanenza cittadina, solo supposizioni come quella che fosse legato ai salotti borghesi e borbonici di Potenza. In una lettera inviata a Giuseppe Florimo suo compagno di studi, si apprende che avrebbe avuto interesse a far rappresentare la sua terza opera Braccio da Montone, ma probabilmente non ebbe il tempo di portarla a termine rimase quindi incompiuta.
Condusse una vita solitaria tant'è che alla sua morte venne assistito da due dipendenti che dichiararono il suo decesso attribuendogli erroneamente l'età di 56 anni. Come si evince dal certificato di morte, redatto l'11 agosto 1860 si ben comprende che i dichiaranti non sapevano ne leggere e ne scrivere e probabilmente poco conoscevano del loro datore di lavoro. Ciò che risulta strano è che la sorella Rosa che oltretutto ereditò da Francesco non fosse presente al capezzale del fratello. È certo che alla sua morte così come testimonia sempre il Florimo, la cittadinanza partecipò numerosa. Ma la stessa cittadinanza non ebbe mai l'interesse di riscoprire le musiche di Stabile e di farle eseguire tant'è che non pochi furono i moniti verso gli eredi per riprendere tali opere.

## Lo studio critico
Lo studio su Francesco Stabile è stato affrontato in maniera sistematica solamente nel 1992. Il musicologo Marco Ranaldi è stato colui che ha studiato l'opera e la figura di Francesco Stabile consultando fonti archivistiche e ne ha scritto una prima biografia. Alcuni manoscritti furono da lui trovati subito dopo il sisma del 1980 grazie alla disponibilità degli eredi del compositore. I manoscritti delle opere composte a Napoli da Stabile si trovano presso la Biblioteca del Conservatorio di Napoli dove sono custodite alcune lettere, mentre quelli del periodo potentino, sono custoditi presso la Biblioteca Nazionale di Potenza e sono consultabili sul sito www.internetculturale.it.  Il certificato di nascita dal quale si evince che la data di nascita è quella del 20 agosto 1801, è conservato presso l'Archivio della Chiesa Madre di S. Maria Maggiore di Miglionico. Il certificato di morte redatto alla presenza del serviente e di un contadino che probabilmente era al servizio di Stabile, è conservato presso l'Archivio di Stato di Potenza e presso l'Archivio Storico del Comune di Potenza. Poco altro materiale è rintracciabile presso l'Archivio di Stato di Potenza. Da un elenco delle opere redatto da Ranaldi si comprende come alcune composizioni non sono state rinvenute e non si sa se sono andate perse. I manoscritti del periodo potentino non sempre custoditi con particolare attenzione, presentano tracce di deperimento e sarebbe necessario un intervento restaurativo.

## Opere principali
Alcune sue composizioni sono state eseguite in tempi moderni.
- Lo sposo al lotto[2], operina in due atti su libretto di Andrea Passaro. Teatrino del conservatorio S. Pietro a Majella di Napoli. 1826;
- Palmira, melodramma in due atti su libretto di Felice Romani. Teatro di S. Carlo Napoli. 1836;
- Braccio da Montone, melodramma in tre atti su libretto di Pietro Micheletti. Opera incompiuta composta probabilmente a Potenza nel 1848;
- nove Sinfonie;
- cinque Tantum ergo per orchestra;
- Inno a San Gerardo;
- Inno a Sant'Eufemia;
- Via Crucis per due tenori, basso e pianoforte;
- Le sette salutazioni al Sangue di Nostro Signore Gesù Cristo per due soprani, basso e pianoforte;
- Benedictus per basso e pianoforte.

## Intitolazioni
A Potenza gli è stato intitolato il teatro storico situato in piazza Mario Pagano, oltre ad un vicolo posto nei pressi della chiesa della Santissima Trinità.